# 道路元標

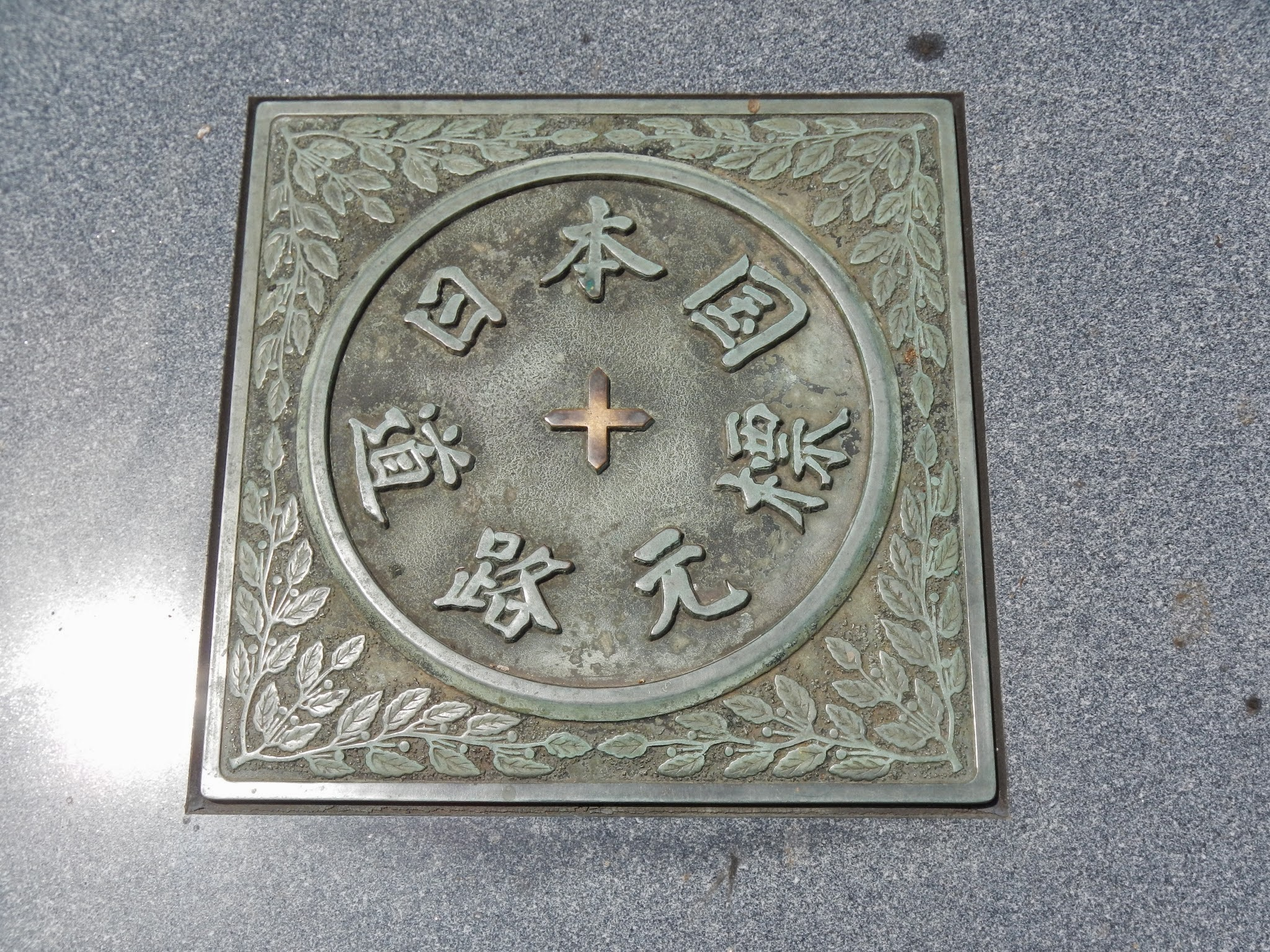
日本国道路元標のレプリカ（東京都中央区日本橋）

道路元標（どうろげんぴょう）は、道路の起終点を示す標識である。

## 日本の道路元標

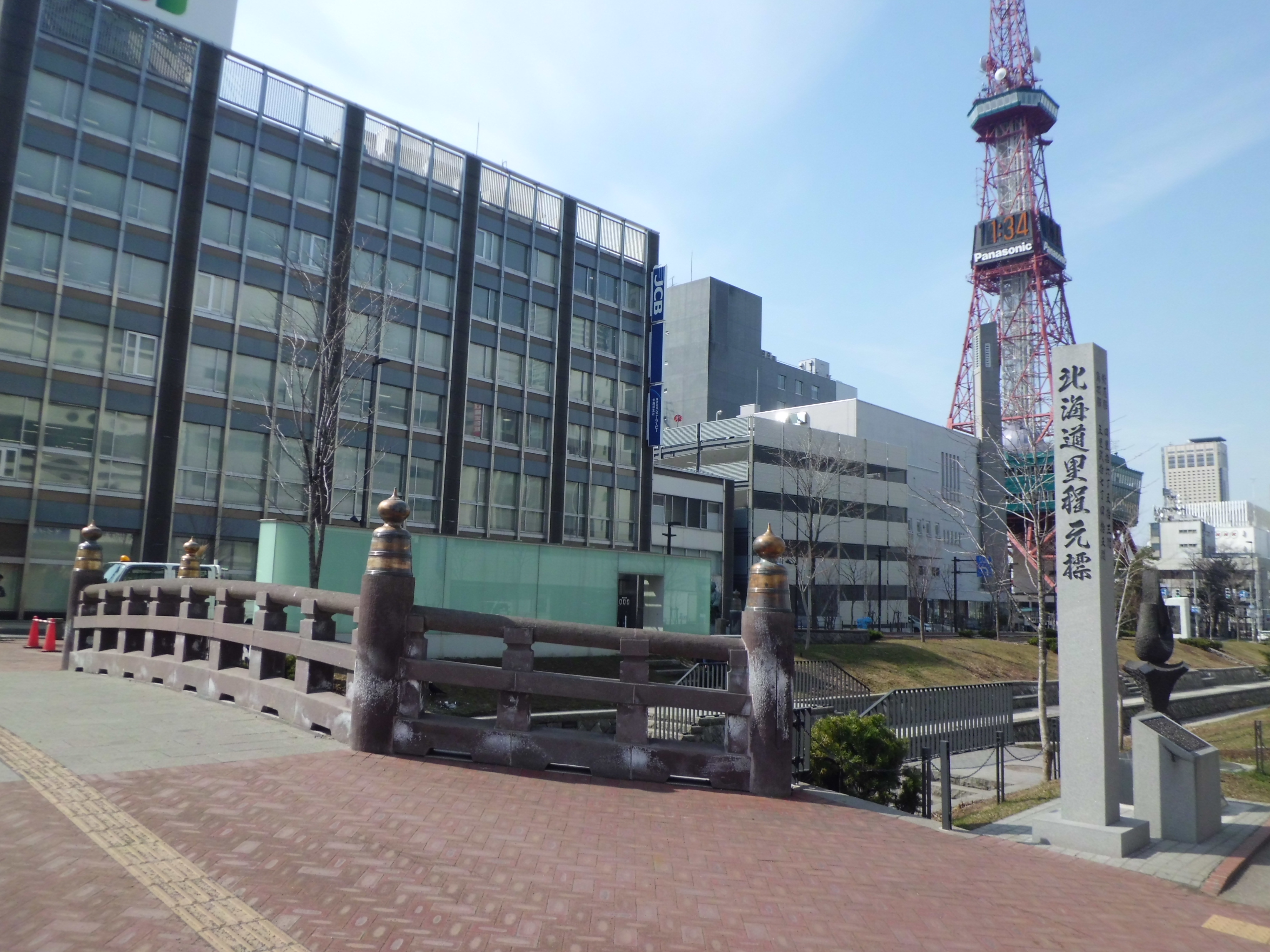
北海道里程元標
北海道札幌市中央区創成橋東詰

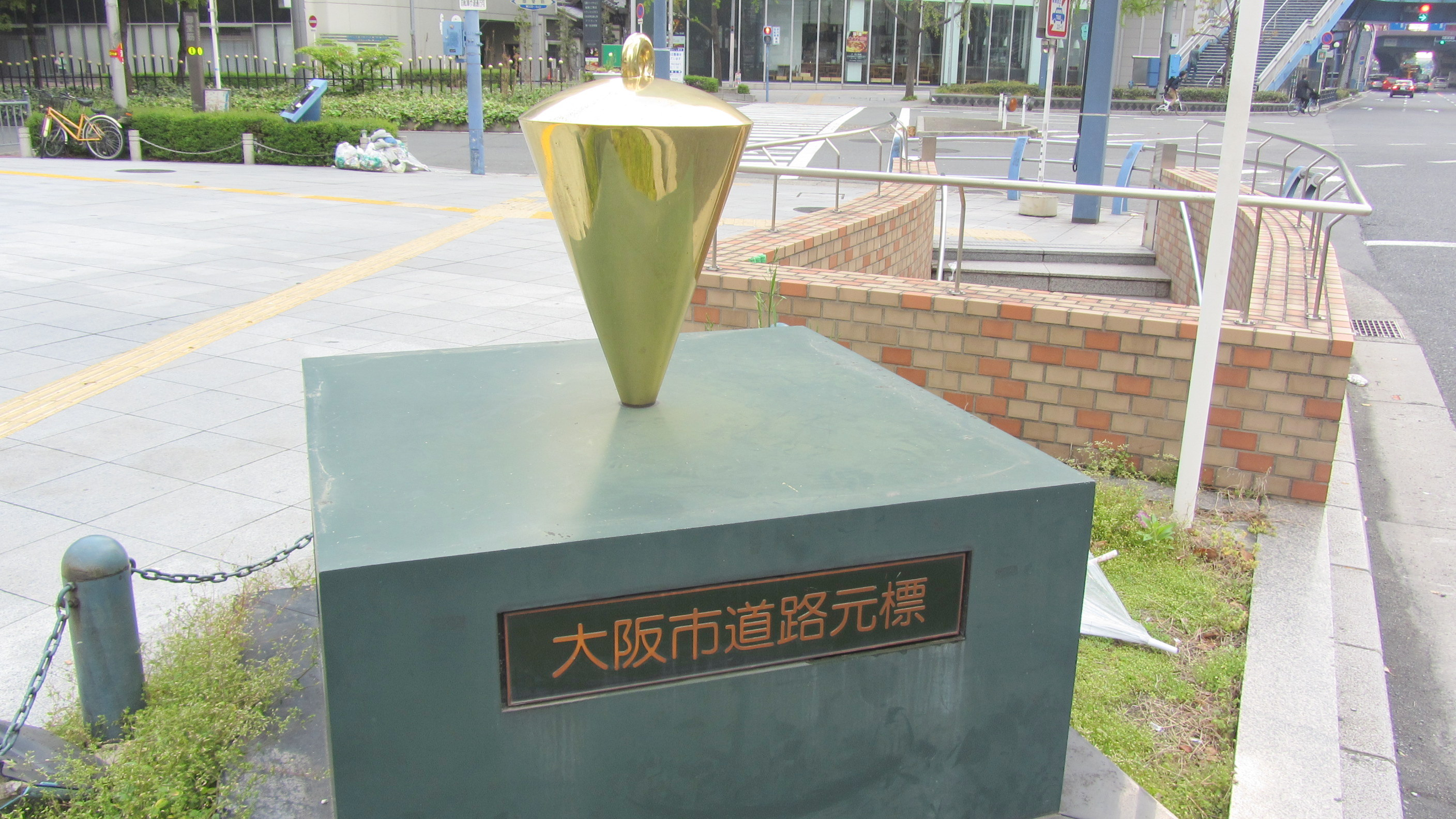
大阪市道路元標
大阪府大阪市梅田新道

日本の道路元標が国によって定められたのは、里程調査のための明治時代初期のものと、大正の旧・道路法施行令公布の時のものと、二つの時期にわたって道路に設置されたものがある。正確には、大正時代に設けられたものが「道路元標」とよばれるもので、明治時代に設けられたものは里程元標（りていげんぴょう）といい、大正期の道路元標の前身となるものである。これ以外に現在、一般国道などの起終点などで見ることが出来る道路元標は、昭和時代の太平洋戦争後に設置されたもので、その設置基準については法的な根拠はなく、道路の付属物の扱いで記念碑的なものとして建てられたものである。特によく知られるものに、東京・日本橋に設置された「日本国道路元標」があり、主要国道7路線の起点標にもなっている。
かつて日本の中心は都（京都）にあったが、1600年の関ヶ原の戦い以降、江戸幕府を開いた徳川家康が江戸の日本橋を中心に五街道の整備に着手した。256年にも及んだ徳川幕府の中心地である江戸は、明治新政府の時代になって東京と名を変えても政治の中心地はそのまま東京に置かれた。明治政府が行った道路の整備については、江戸時代に整備された街道を中心に行われ、旧道路法（1919年4月 - 1952年5月）で、東京を中心に当時の府県庁所在地や旧帝国陸海軍の師団司令部所在地などを結ぶ道路が国道に指定され、道路元標も設置された。現行の道路法に改正されてからは道路元標の法的根拠はなくなったが、日本の道路の中心地のシンボルとして、日本国道路元標が日本橋の中央に設置されている。

### 大正期の道路元標
大正期に設置された道路元標は、1919年（大正8年）4月の旧道路法制定後に、同年11月4日に関係法令として制定した道路法施行令で第7条から第9条にわたって規定したものである。この規定内容は、「府県庁、師団司令部、鎮守府、郡市役所または町村役場の所在地を国道、府県道、または郡道の路線の起点終点とするときは市町村における道路元標の位置によるものとする」とし、各市町村に一個ずつ道路元標を設置することとされていた。さらに、1922年（大正11年）に、道路元標の形状、規格、材料など細目が規定された内務省令（内務省令第二十号）が発布され、当時1万2000以上あった各市町村の自治体中心部に設置が進められた。しかし実際には建設されなかった市町村も多かったとされる。
設置場所は府県知事が指定することとされており、ほとんどは市町村役場の前か市町村の中心となる主要な道路同士の交叉点に設置されていた。東京市に限っては旧道路法施行令によって日本橋の中央に設置することと定められていた。道路の起終点を市町村名で指定した場合は、道路元標のある場所を起終点としていた。
道路元標の大きさは、縦横25センチメートル、高さ約63センチメートルの直方体で、一般に頂部が弧を描くように丸く削られた形状をしており、材質は花崗岩で製作されているものが多い。各地方によって頂部の削り取られた形状部分は様々なものが見られ、材質についてもコンクリートで製作されたものもある。道路元標の正面には、「○○村道路元標」「○○町道路元標」のように各市町村名の道路元標であることを示した刻字があり、背面に設置年が彫られている場合もある。
1952年（昭和27年）6月施行の新たな道路法により大正時代の旧道路法は無効となり、現行道路法の第2条第2項第3号で道路元標は道路の附属物とされているだけで、設置場所や道路元標を路線の起終点にするなどの特段の規定はなく、道路の起終点は道路元標と無関係に定められている。大正時代に設置された道路元標は、当該道路の管理者や所在する地域の教育委員会が保存・管理している場合もあるが、道路元標を管轄する組織の法的根拠や設置義務もなくなったため、その存在意義を失って道路工事や宅地開発などで撤去されたり、いつの間にかなくなってしまった道路元標も少なくなく、2014年時点で確認されている大正道路元標の残存数は、全国で2000箇所未満といわれている。現存状況については、地元の研究者や愛好者が確認して集計している地域もあり、インターネット上で公開もされている。

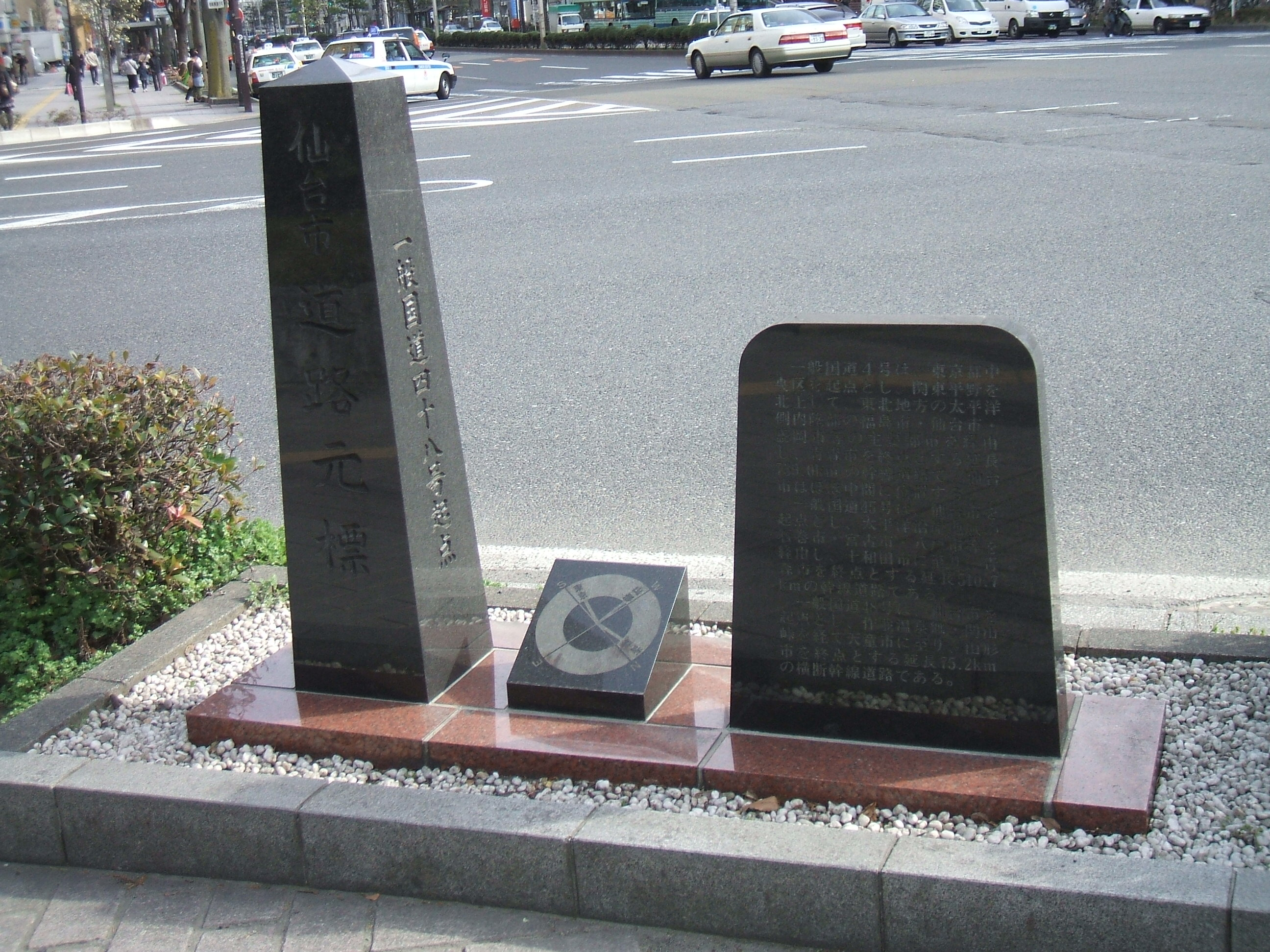
仙台市道路元標 宮城県仙台市 勾当台公園前
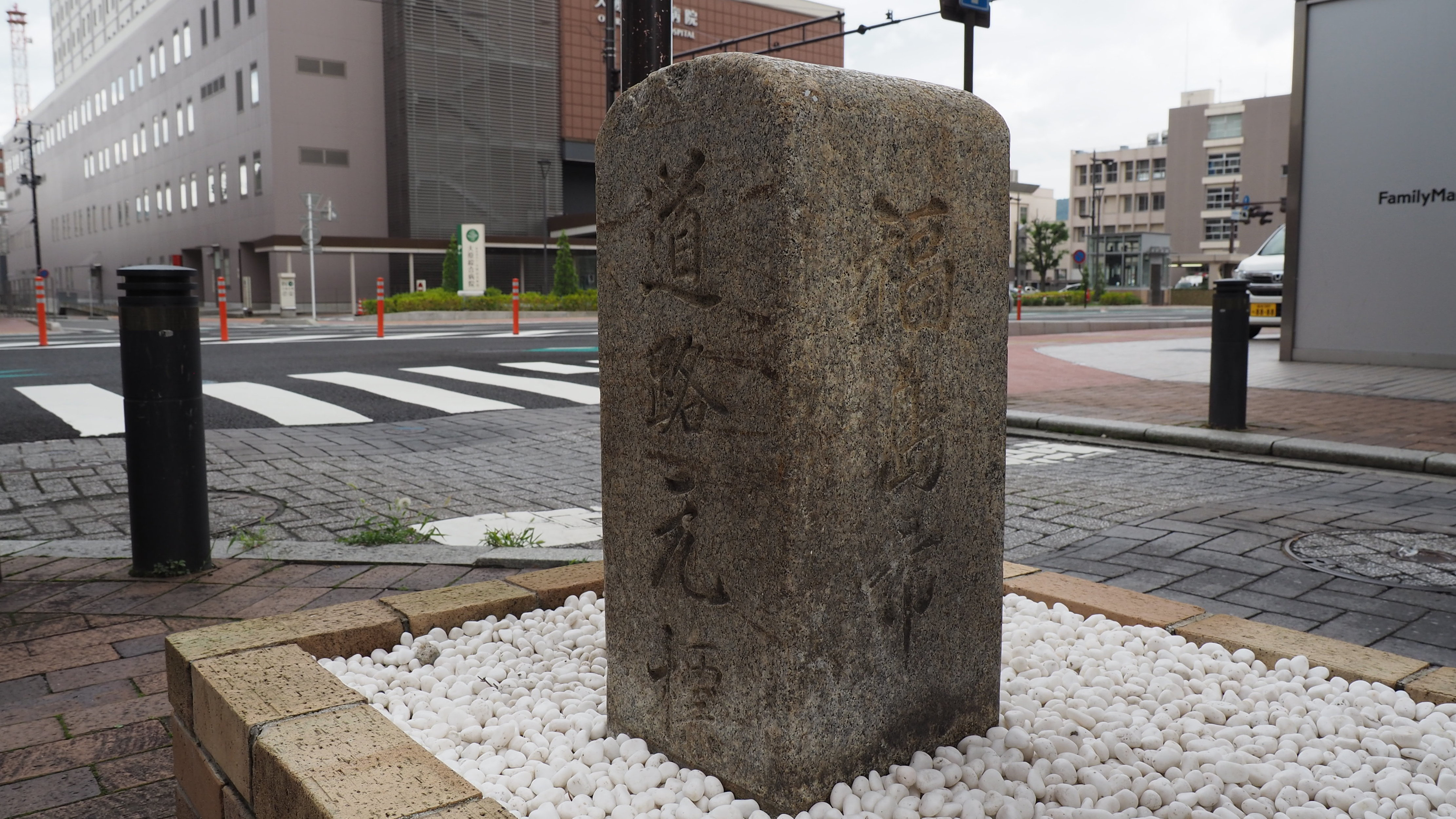
福島市道路元標 福島県福島市レンガ通り東端
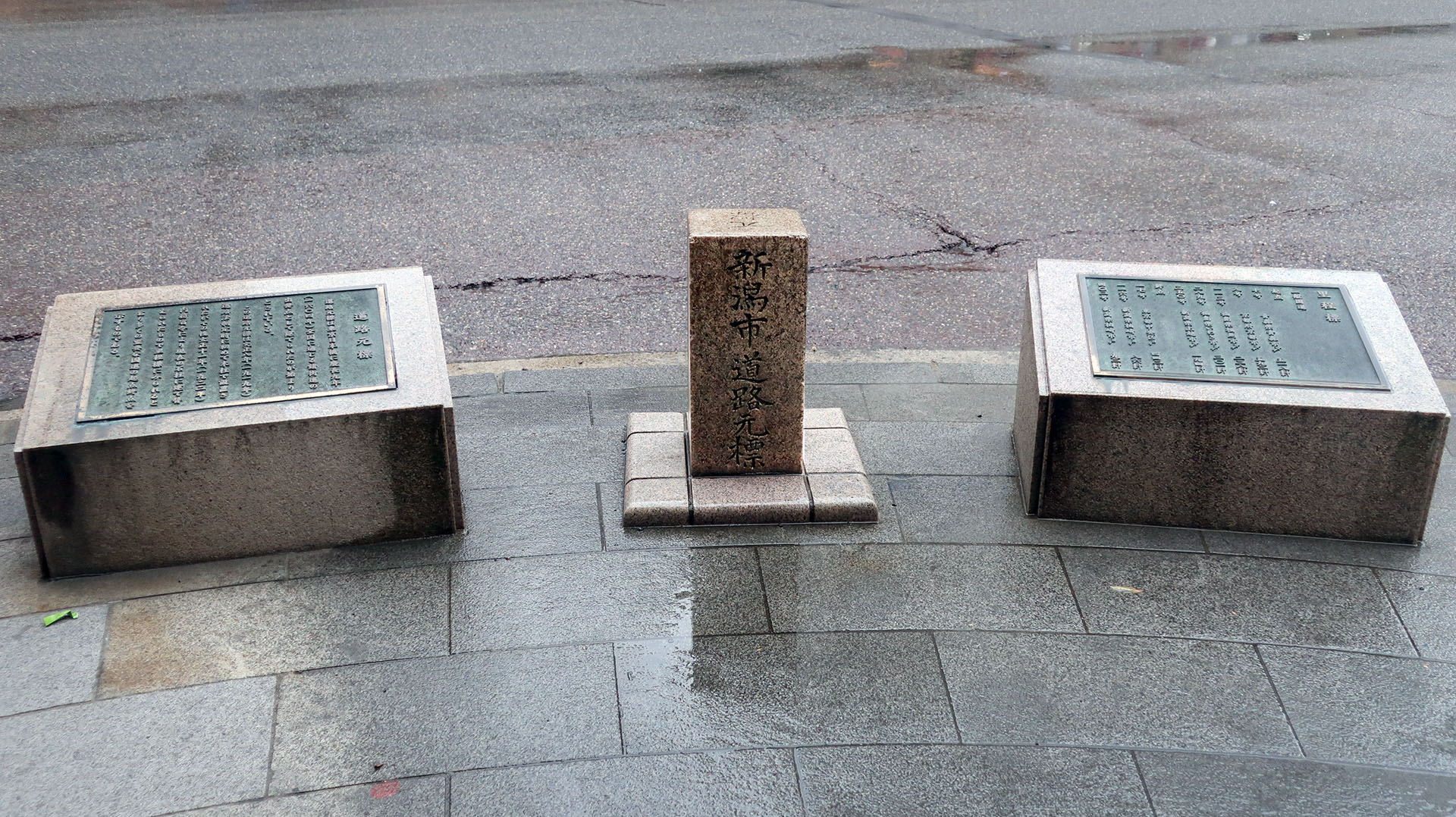
新潟市道路元標 新潟県新潟市中央区本町
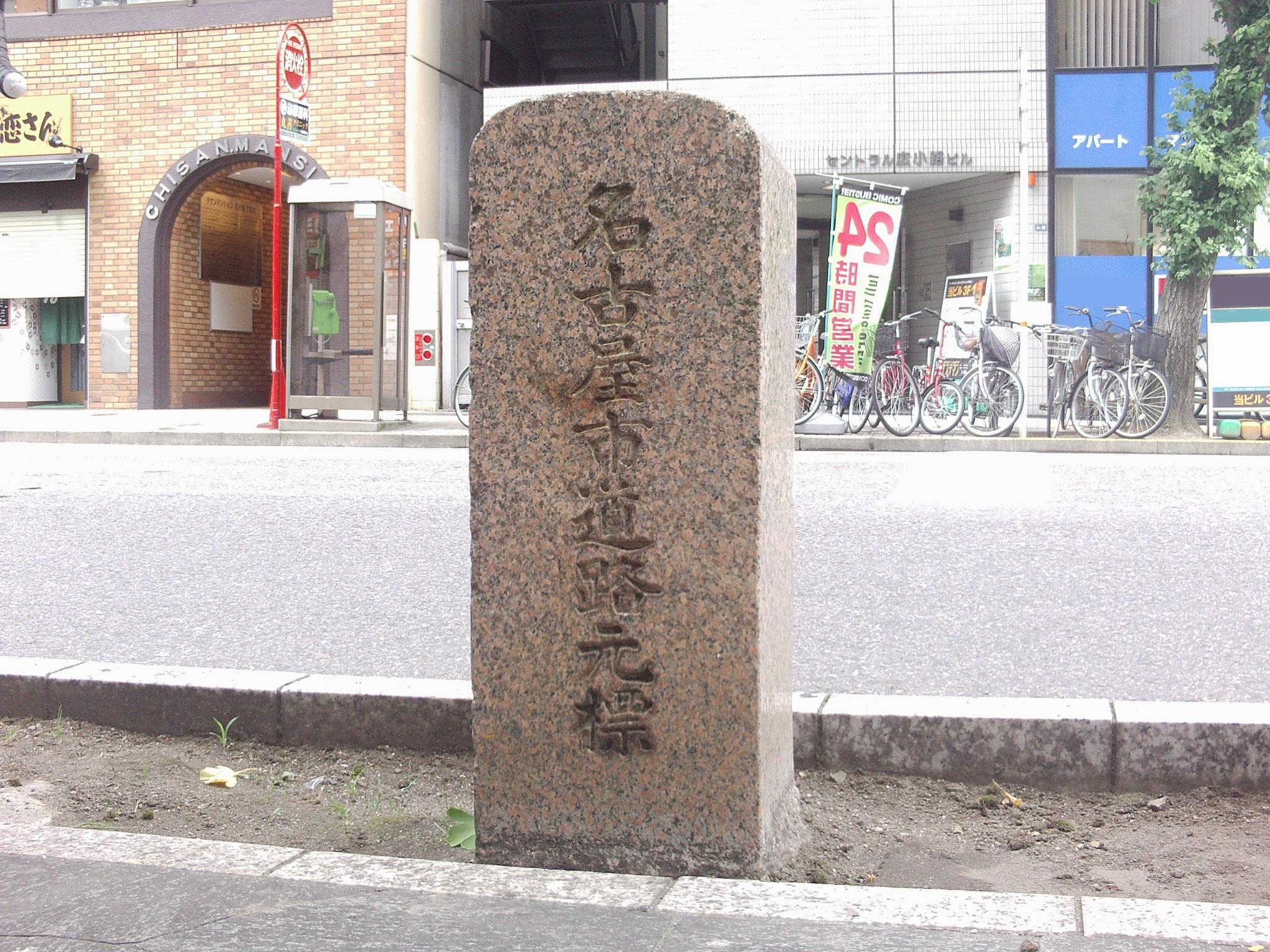
名古屋市道路元標 愛知県名古屋市広小路本町交差点
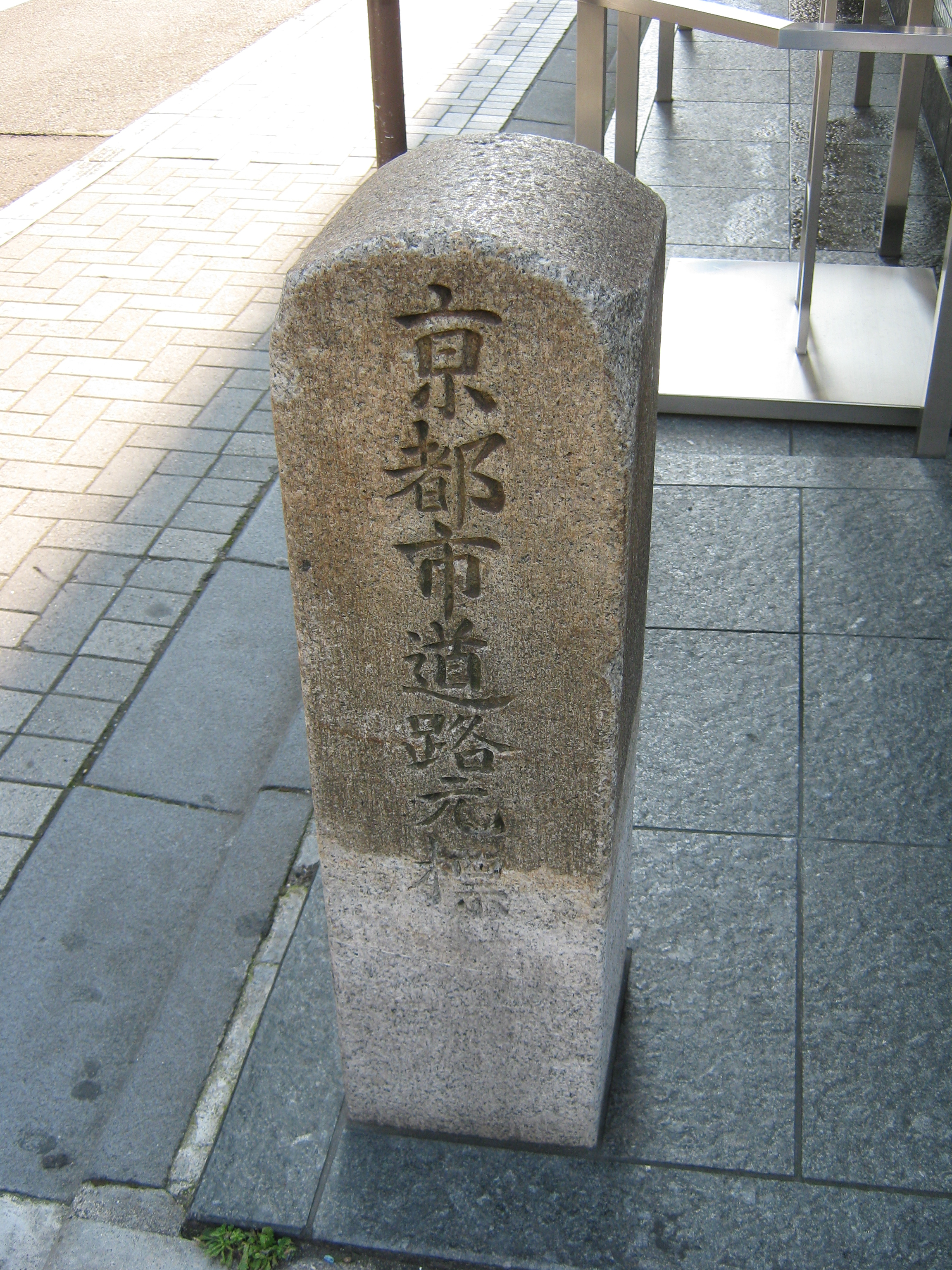
京都市道路元標 京都府京都市烏丸通
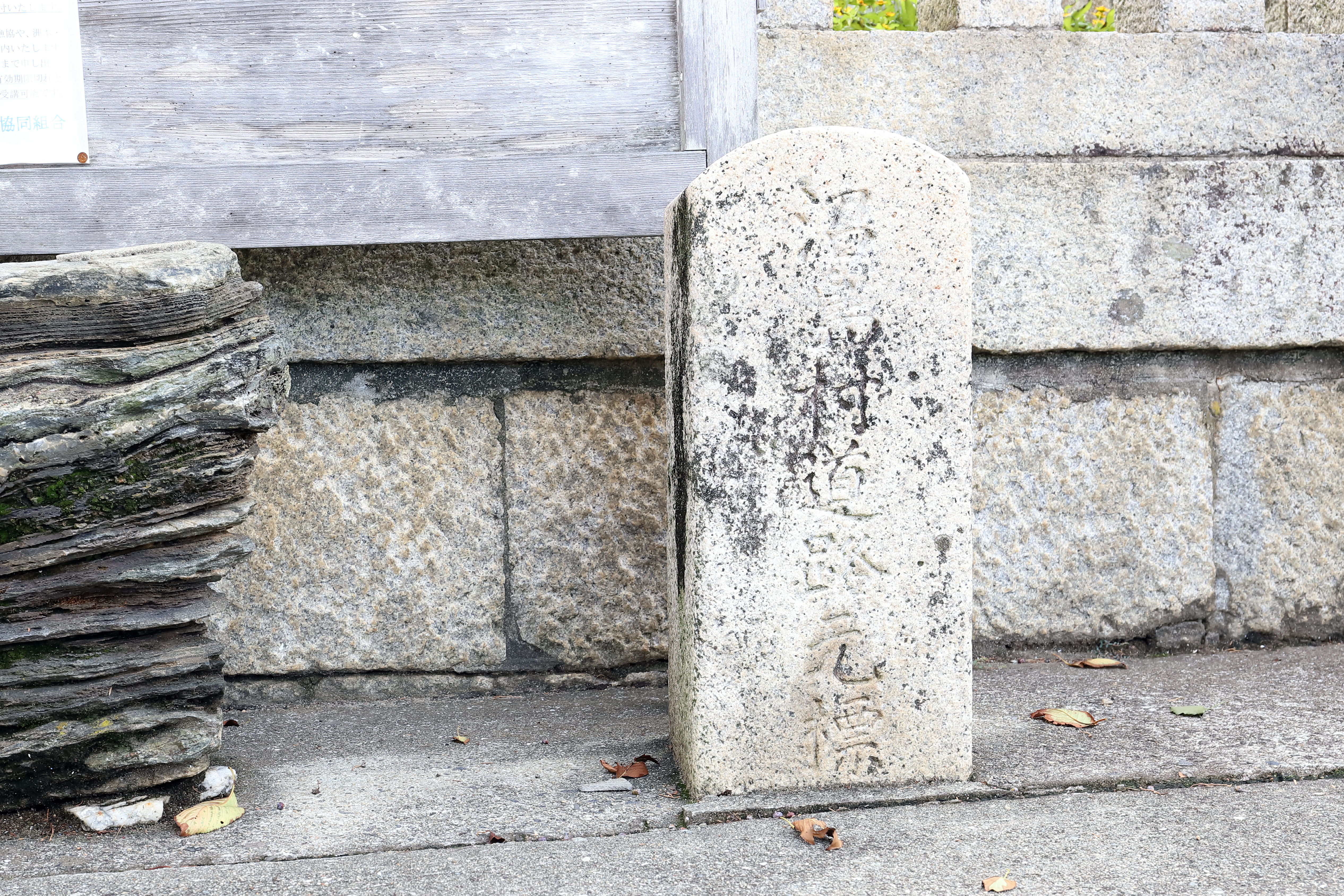
沼島村道路元標 兵庫県南あわじ市沼島沼島八幡神社前 離島にもある道路元標
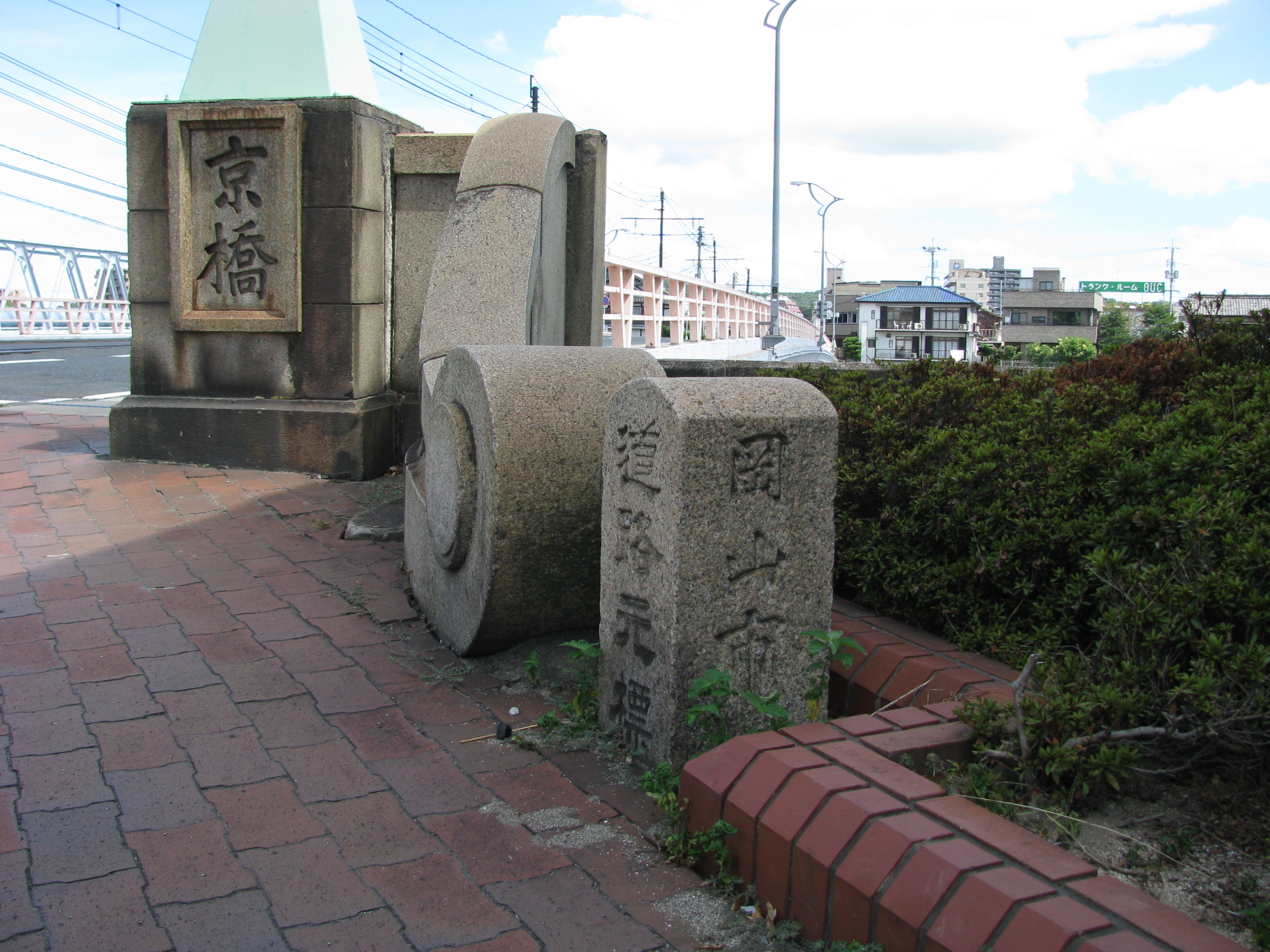
岡山市道路元標 岡山県岡山市北区京橋西詰
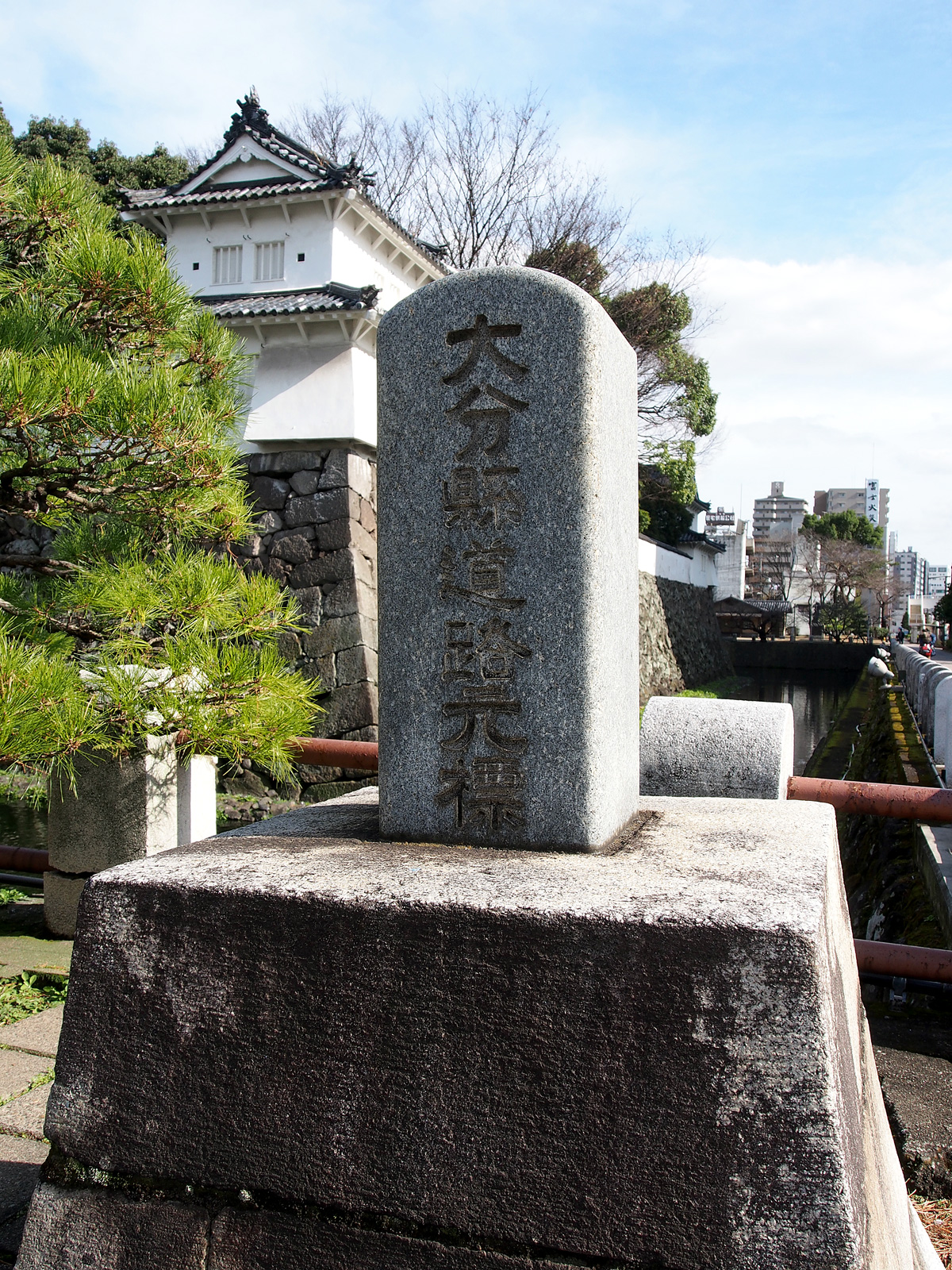
大分県道路元標 大分県大分市府内城大手門前

### 日本国道路元標

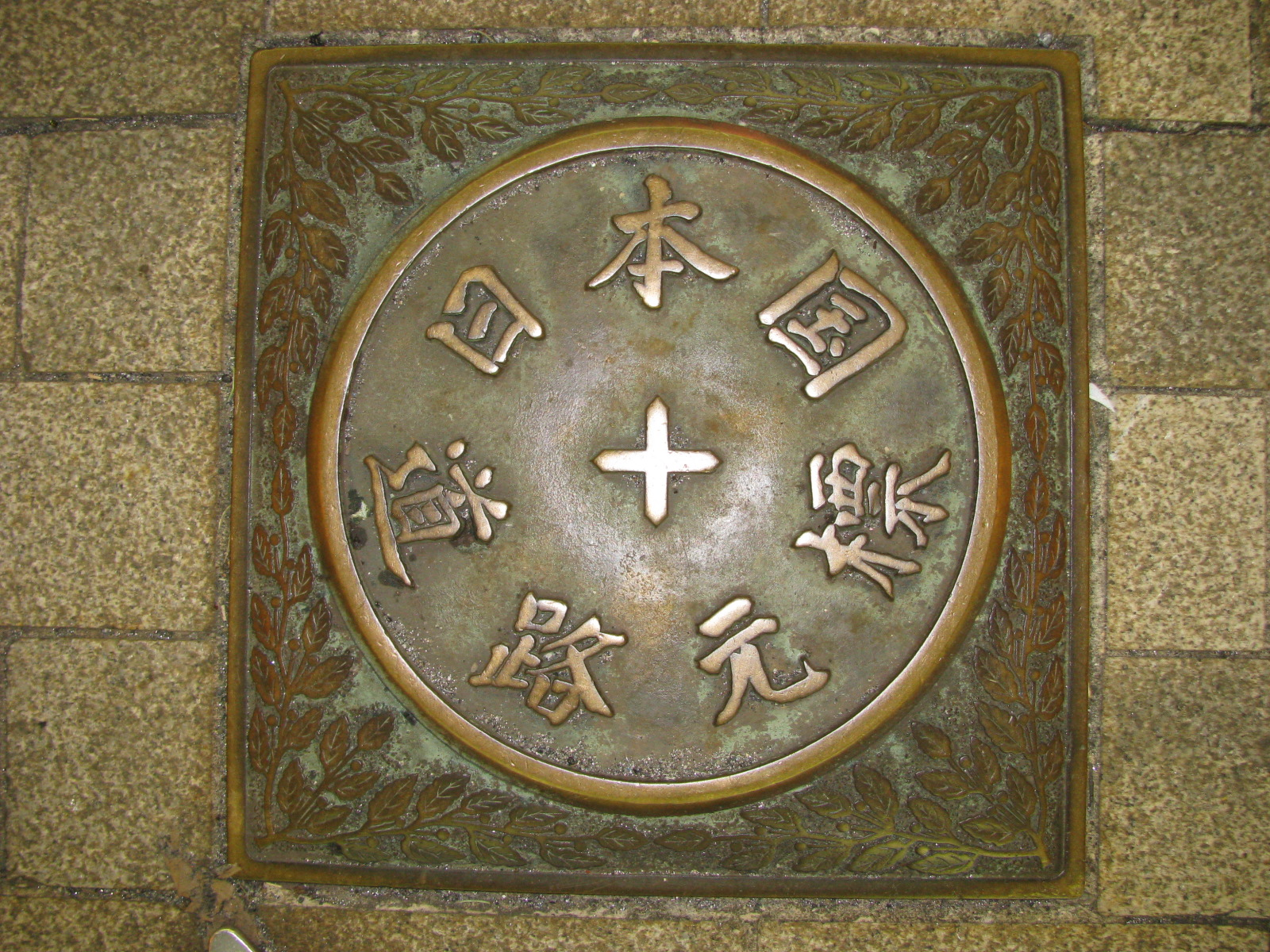
日本橋の「日本国道路元標」本体。国道1号・4号・6号・14号・15号・17号・20号が集まる7幹線国道の起点となっている。

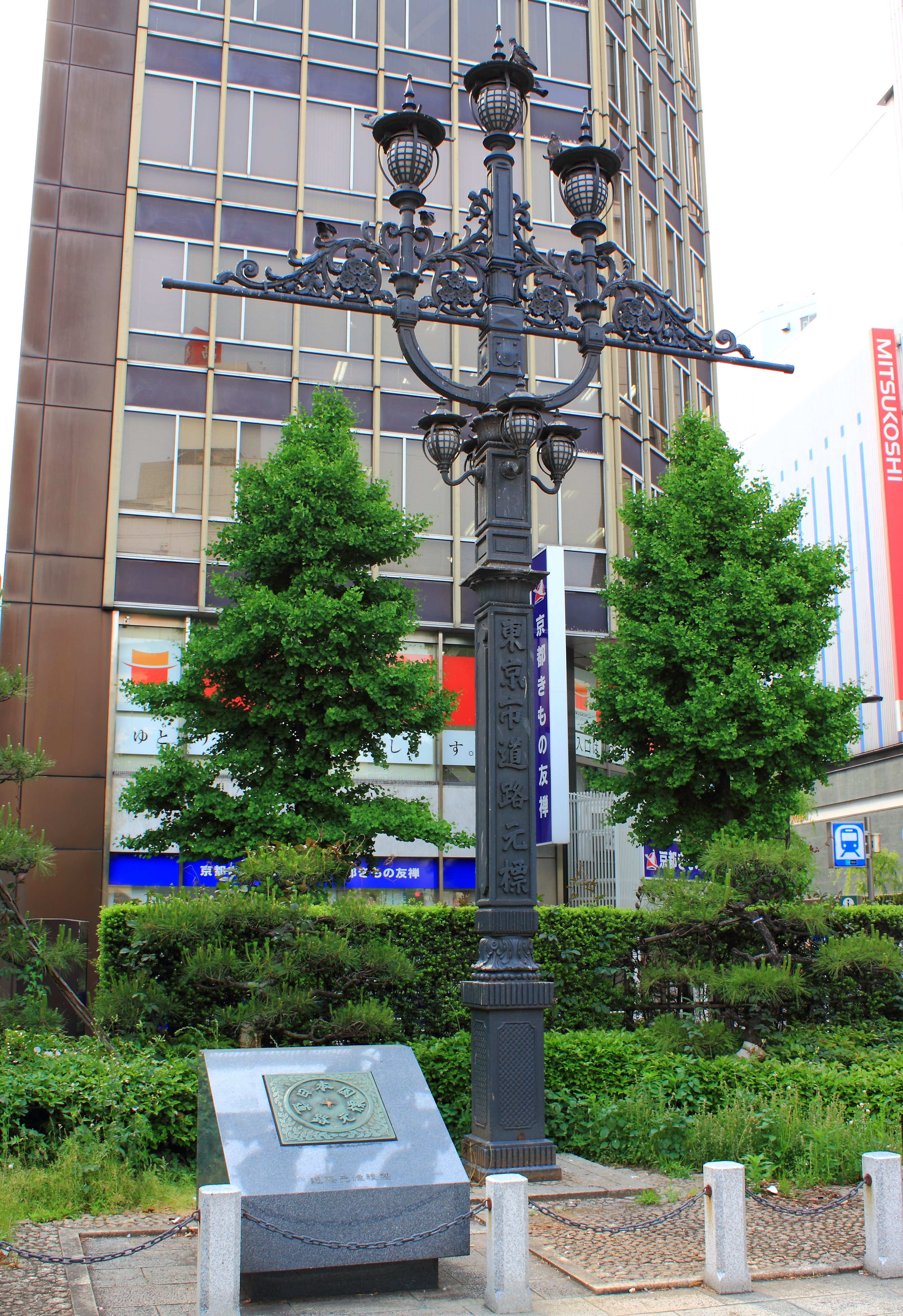
東京都中央区日本橋室町の道路元標。写真中央に建てられているものが「東京市道路元標」で、その左下の地上に設置されている台座にはめ込まれているプレートが「日本国道路元標」のレプリカ。

日本橋の中央にあった東京市道路元標は東京都電本通線の架線柱として使用されていたが、都電廃止後1972年（昭和47年）の道路改修に伴い日本橋の北西側袂に移設された。このとき同時に、東京市道路元標があった場所には、50センチメートル四方の日本国道路元標が埋め込まれた。中心を取り囲むように「日本国道路元標」と書かれた文字は当時の内閣総理大臣である佐藤栄作の揮毫によるものである。日本橋の車道上にあり間近で見るためには交通上危険を伴うため、橋のたもとにレプリカが展示されている。また、日本国道路元標の直上を通る首都高速都心環状線の高架橋上にも、東京市道路元標に似せたモニュメント（道路元標地点碑）が設置されている。
元標そのものはモニュメント的なもので、法令に直接準拠したものではないが、その根拠となるものは、東京市道路元標があった位置であることから大正時代に公布された旧道路法施行令の条文にある道路元標に関する規定であり、1873年（明治6年）の道路里程調査に関する太政官達に由来するものでもある。また、日本橋を日本国の道路の起点と定めたことは江戸時代までさかのぼり、『府内備考』にて「此橋江戸の中央にして諸国よりの行程もここより定められるゝ故、日本橋の名あり」との伝えによるものである。

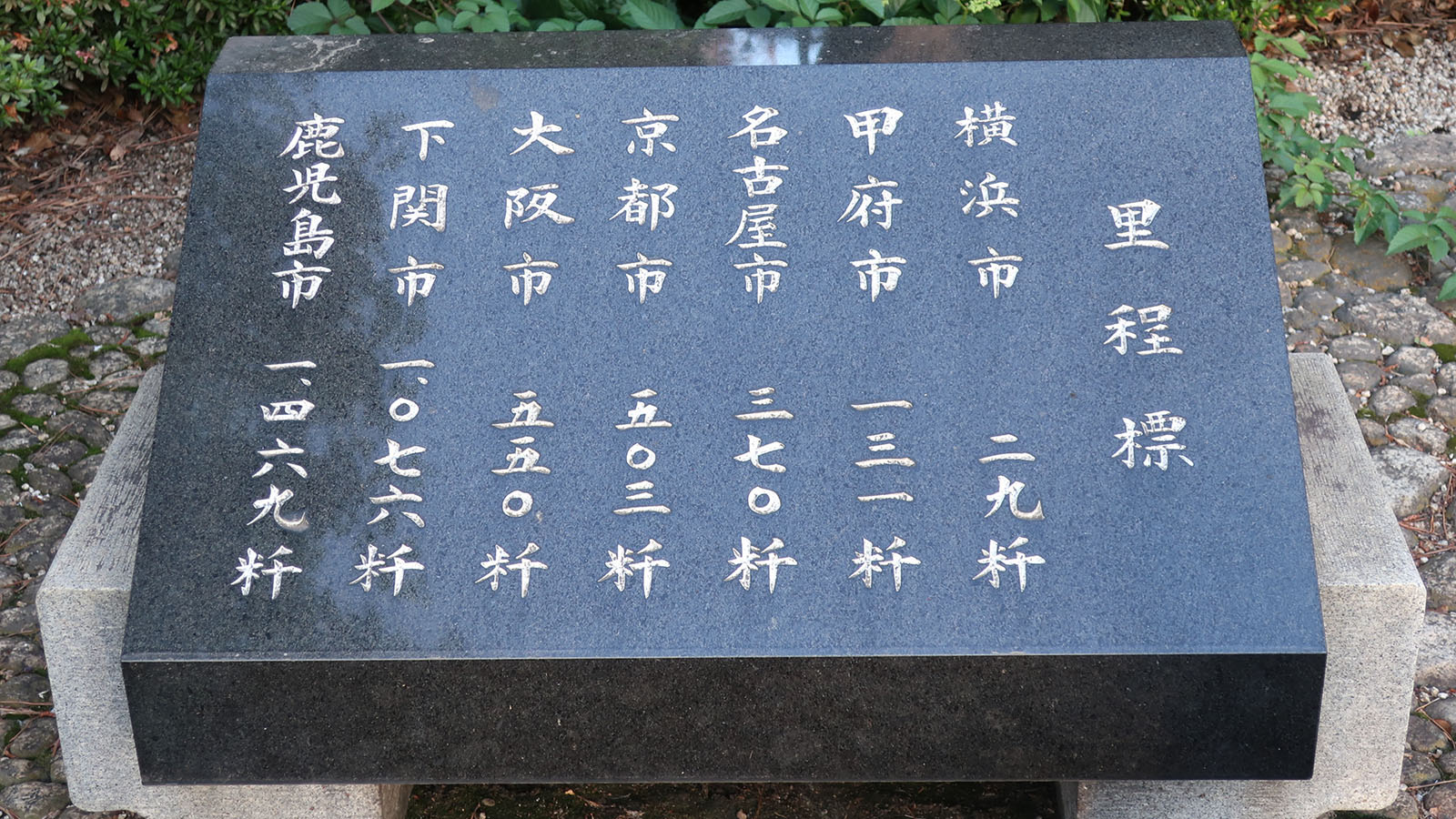
日本国道路元標の里程標 （西日本方面）
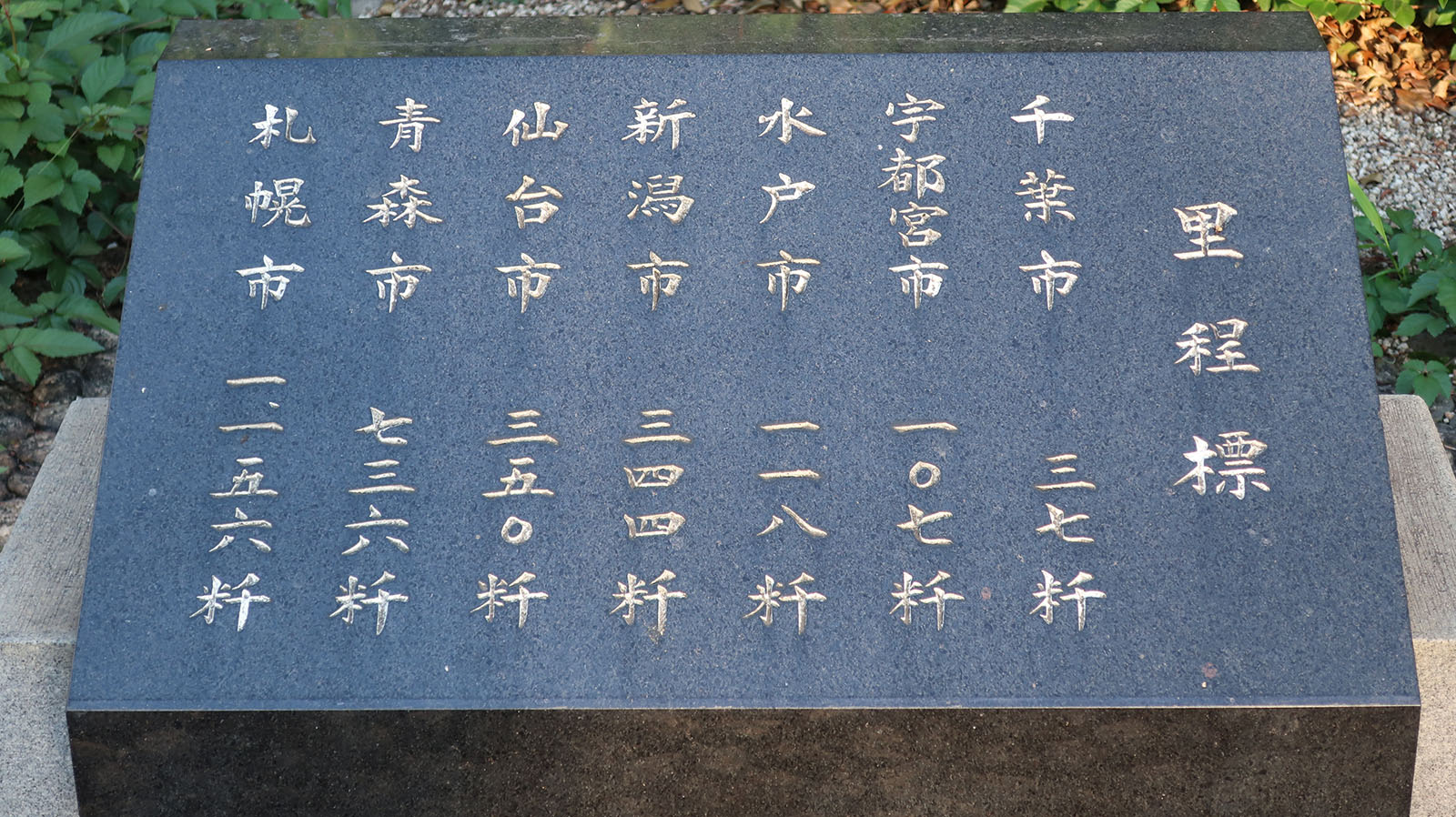
日本国道路元標の里程標 （東日本方面）

### 東京市道路元標
現在、日本橋のモニュメントとして残されている東京市道路元標は、1923年（大正12年）の関東大震災後から復興後の1928年（昭和3年）のときに、日本橋の中央部、往復する市電の2本の線路間に建てられたものである。現在、橋の中央のこの位置には、「日本国道路元標」（上節）の金属板が埋め込まれている。大正時代の1919年（大正8年）の道路法施行令で各市町村に道路元標を置くことが規定されたときに、東京市がどのような道路元標を置いたのかについて詳細はわかっていない。さらに、明治期の日本橋の道路元標が、日本橋の袂にあったものなのかについてもはっきりしていない。
東京市道路元標は元来、市電の架線を懸架するための支柱であり、これを兼ねて道路元標としたものである。太平洋戦争（大東亜戦争）後の1972年（昭和47年）になって、市電から改称されていた都電の撤去改修工事に伴って、日本橋の北西緑地に移設された。

### 里程元標

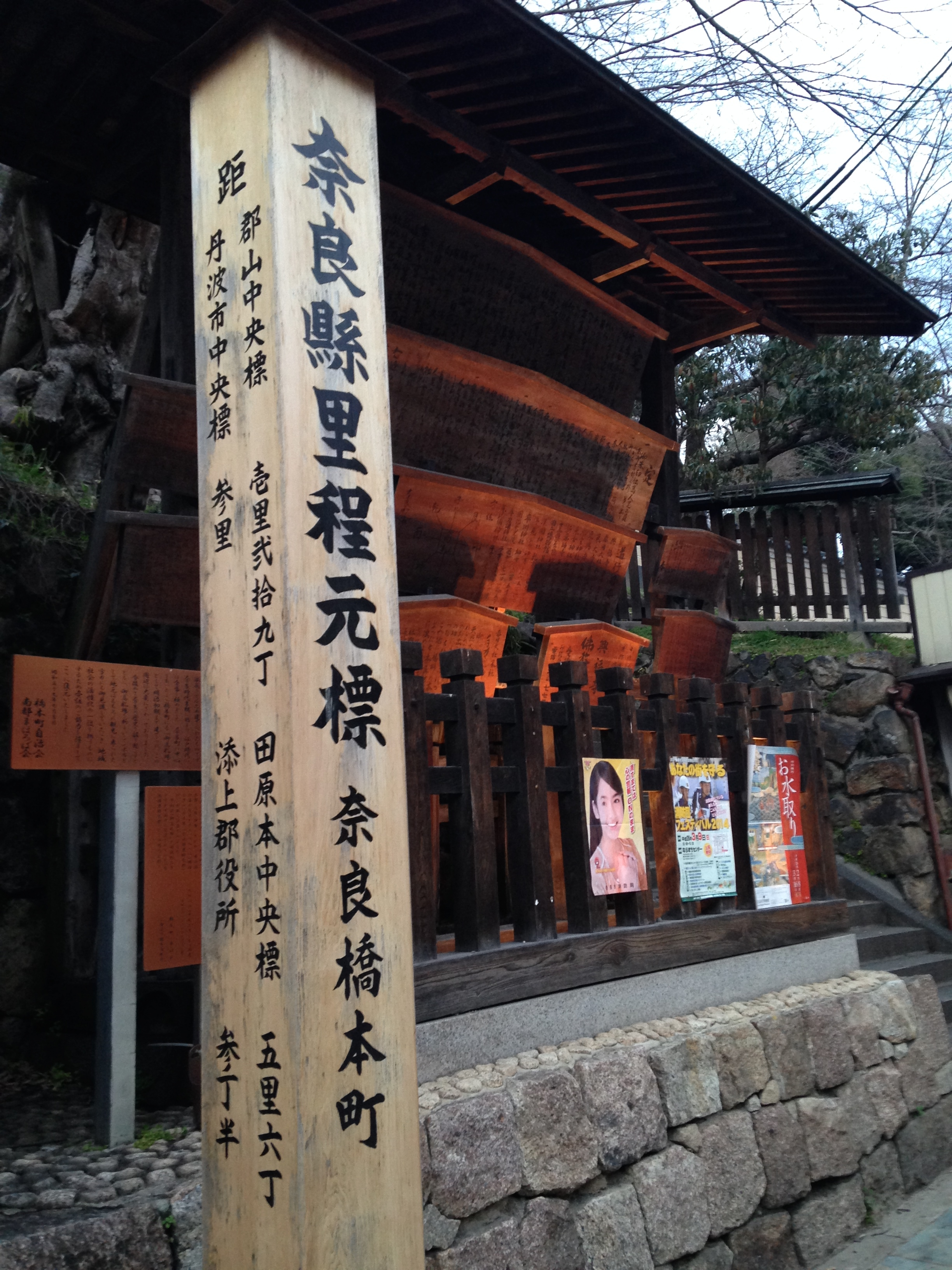
奈良縣里程元標
奈良市橋本町

里程元標は、明治時代初期の里程調査のために定められた道路元標である。1873年（明治6年）12月20日、明治政府は太政官達第413号により各府県ごと里程元標を設け陸地の道程（みちのり）の調査を命じている。これによると、東京の日本橋、京都の三条橋の中央を国内諸街道の起程とし、大阪府と各県は府県庁所在地の交通枢要地に木標を建てて管内諸街道の起程とするものとされた。道路元標としての役割を持つものの、元来が里程標であるため、里程元標の位置から主要地点までの距離が尺貫法における里・町・間の単位で示されていた。
一般に材質は木柱でできており、当時建てられた木柱製のものは風雨にさらされて朽ち果ててしまい、現存するものは少ない。ただし、鹿児島県など地域によっては石柱として建てられたものがあり、今も当時のまま残されている。現在、明治時代の木柱製の里程元標の姿で見ることが出来るものは復元保存されたもので、長野県小諸市の「北国街道小諸宿道路元標」や、富山県高岡市など各所で復元木柱が残されている。奈良市では、大正時代の「奈良市道路元標」と江戸時代の「橋本町御高札場（1984年復元）」に隣接する形で、「奈良縣里程元標」が2010年に復元されている。ただし、明治時代に木柱があった場所から約30メートル離れており、もとの場所には、日本国道路元標と同様に、奈良縣里程元標の金属板が埋め込まれている。

## 日本以外の道路元標
日本以外の主要国の道路元標（英語ではKilometer Zero）に関する状況は次の通り。

### アメリカ合衆国
道路の起点と距離は各州が定めているが、首都ワシントンD.C.のホワイトハウスの近くに「Zero Milestone」という標識は一応ある。北緯38度53分42.38757秒 西経77度02分11.57375秒 / 北緯38.8951076583度 西経77.0365482639度

### イギリス
ロンドンのチャリング・クロスにあるチャールズ1世像。

### 中華人民共和国
北京の天安門広場の南側の前門の近くに、「中国公路零公里」の標識が2008年に建てられて、中国国道G100シリーズ（北京から放射状に延びる国道）の出発点になっている。

### 台湾
台湾では台北市の中山南北路と忠孝東西路の交差点（行政院前）に、道路元標に相当する「0公里/km」の道路標識が2つある。
台1線・台1甲線・台3線・台5線・台9線が集まる5幹線の起点となっている。

### フランス
パリのノートルダム大聖堂の入り口（西側）前がパリの中心地であり、各地はそこからの距離で示す。フランスの道路ポイント0

### ロシア
モスクワの赤の広場の北西側のヴァスクレセンスキー門を出たところにあるマネージュ広場の地面に「ロシア連邦自働車道路のゼロ・キロメートル」標識が埋め込んであり、国道M10号（トゥヴェルスカヤ通り～サンクトペテルブルク）などの出発点になっている。みんなでこの標識を踏んで、うしろにコインを投げ、写真を撮る観光名所になっている。

### スペイン
マドリードのプエルタ・デル・ソル広場の真ん中に「ORIGEN LAS CARRETERAS RADIALES（放射状道路の起点）」と書かれた石板が埋められている。

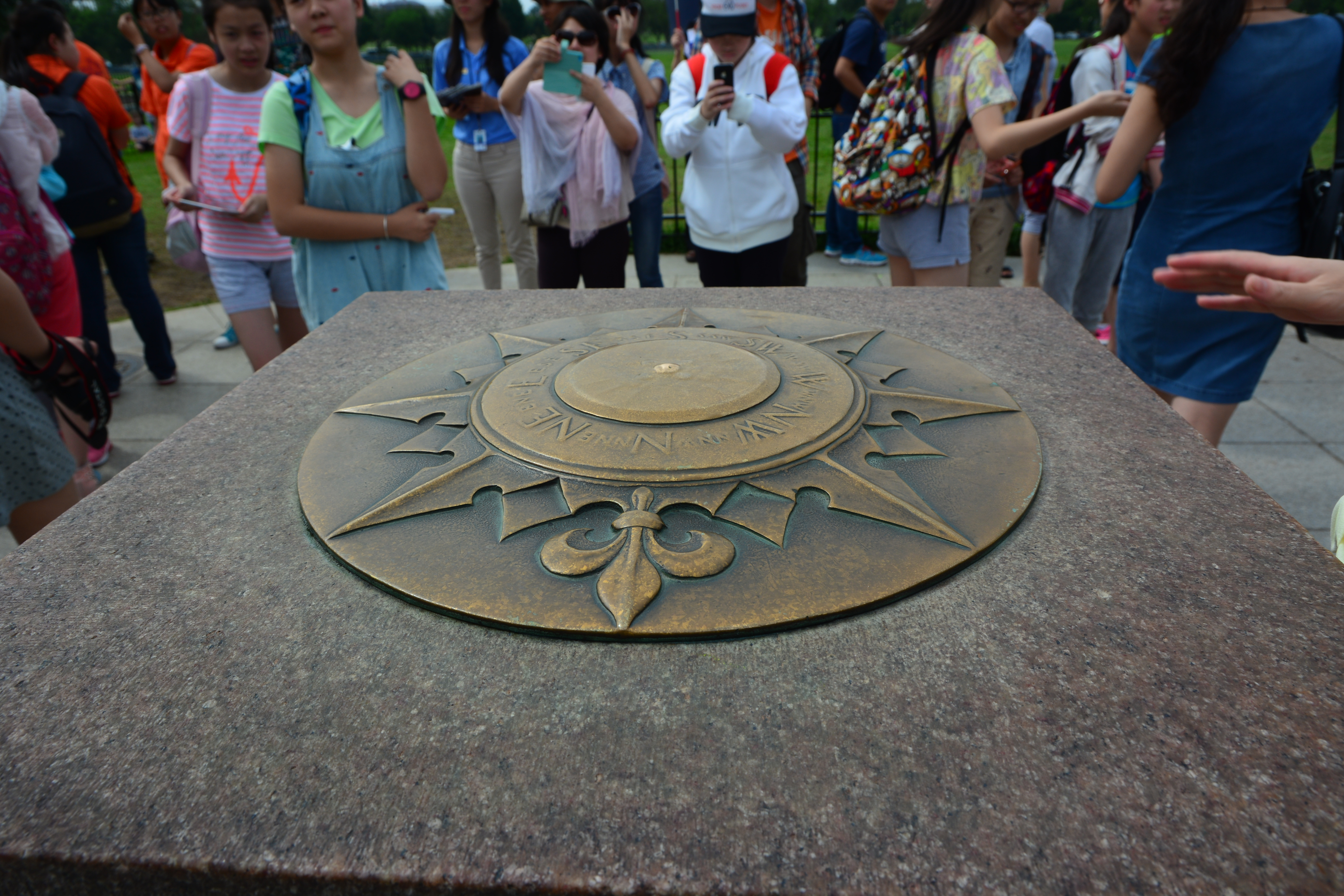
アメリカ合衆国のZero Milestone（ワシントンD.C.）
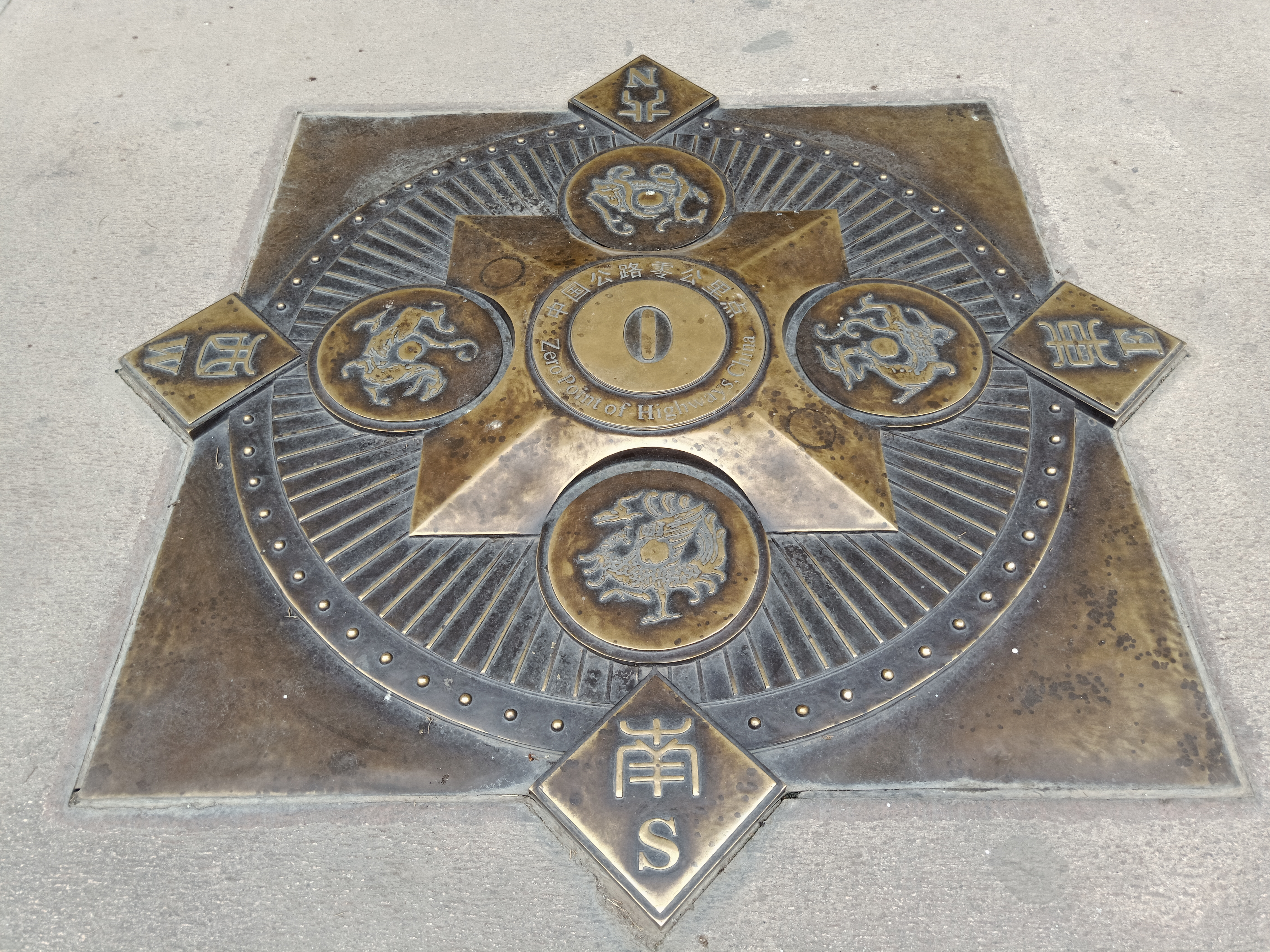
中国公路零公里点（北京・正陽門南側）
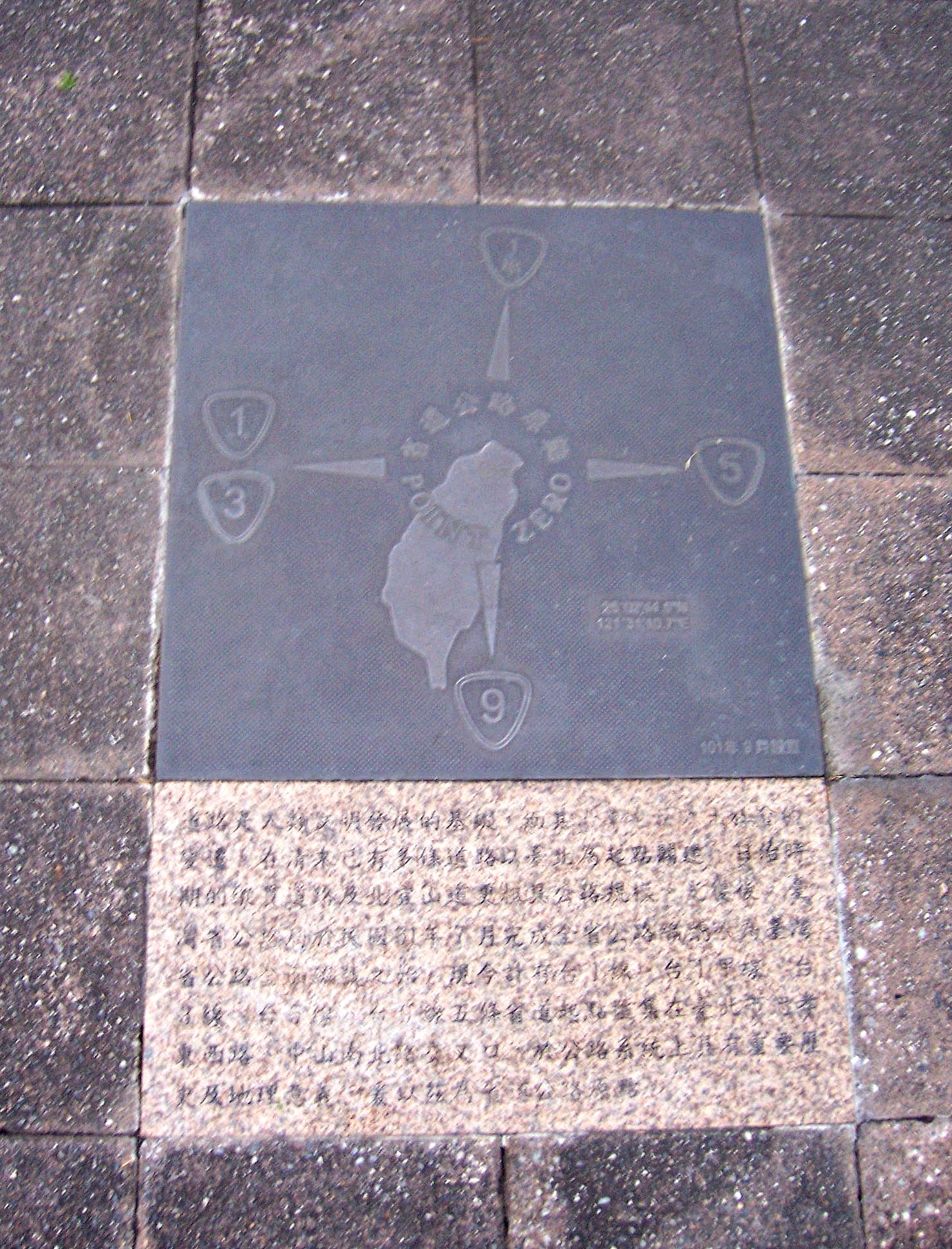
台湾の行政院前の交差点にある道路元標
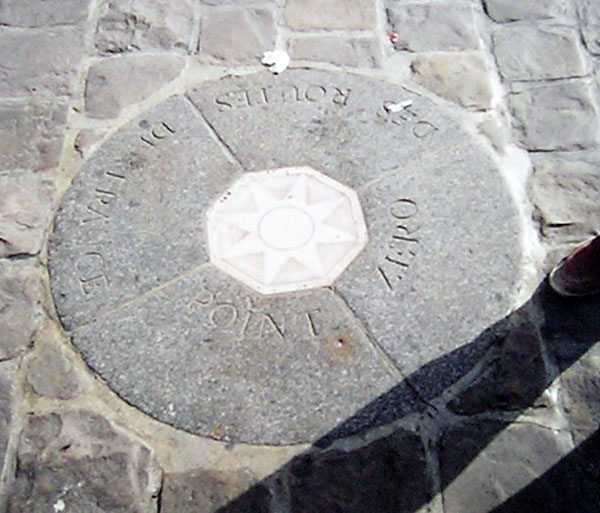
フランスの道路元標（パリ）
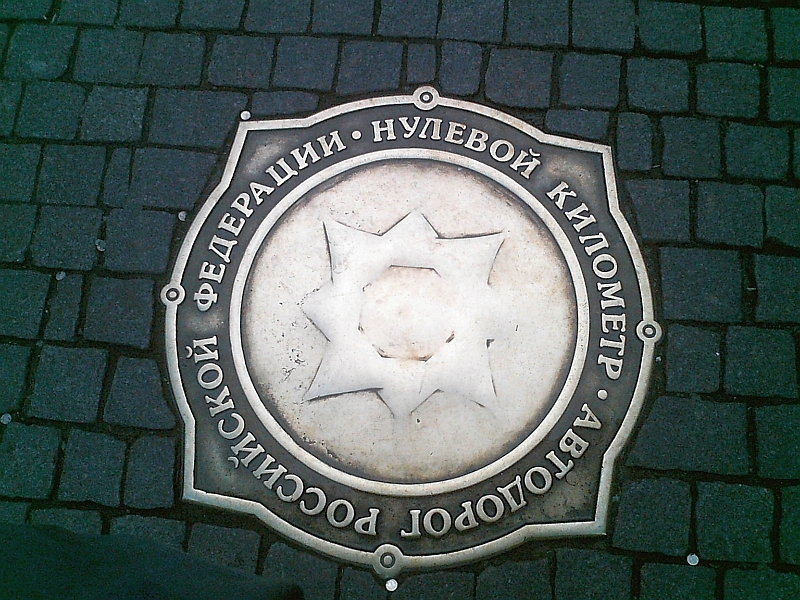
ロシアの道路元標（モスクワのマネージュ広場の赤の広場へ入る側の地面に）
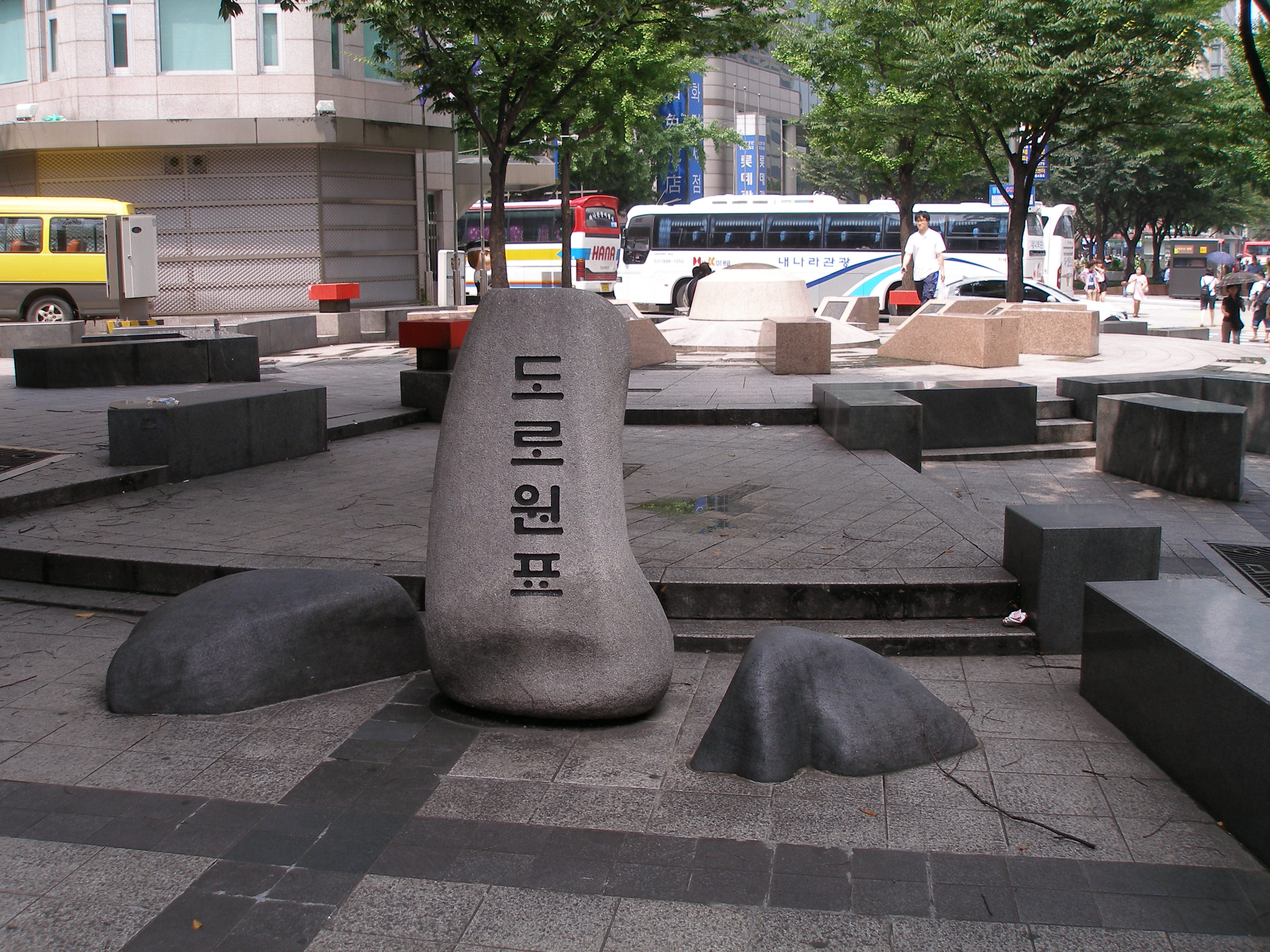
韓国ソウル特別市の道路元標
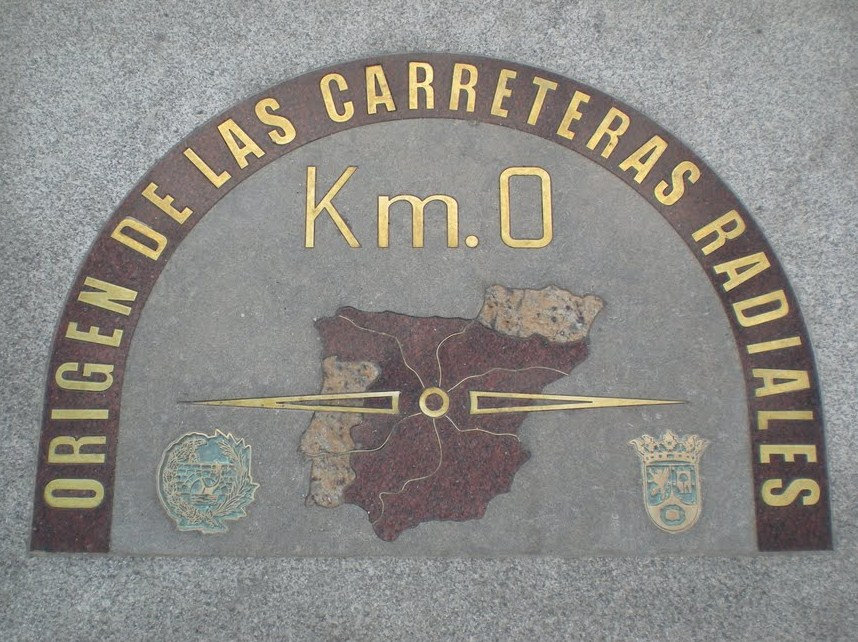
スペインのプエルタ・デル・ソル広場にある道路元標
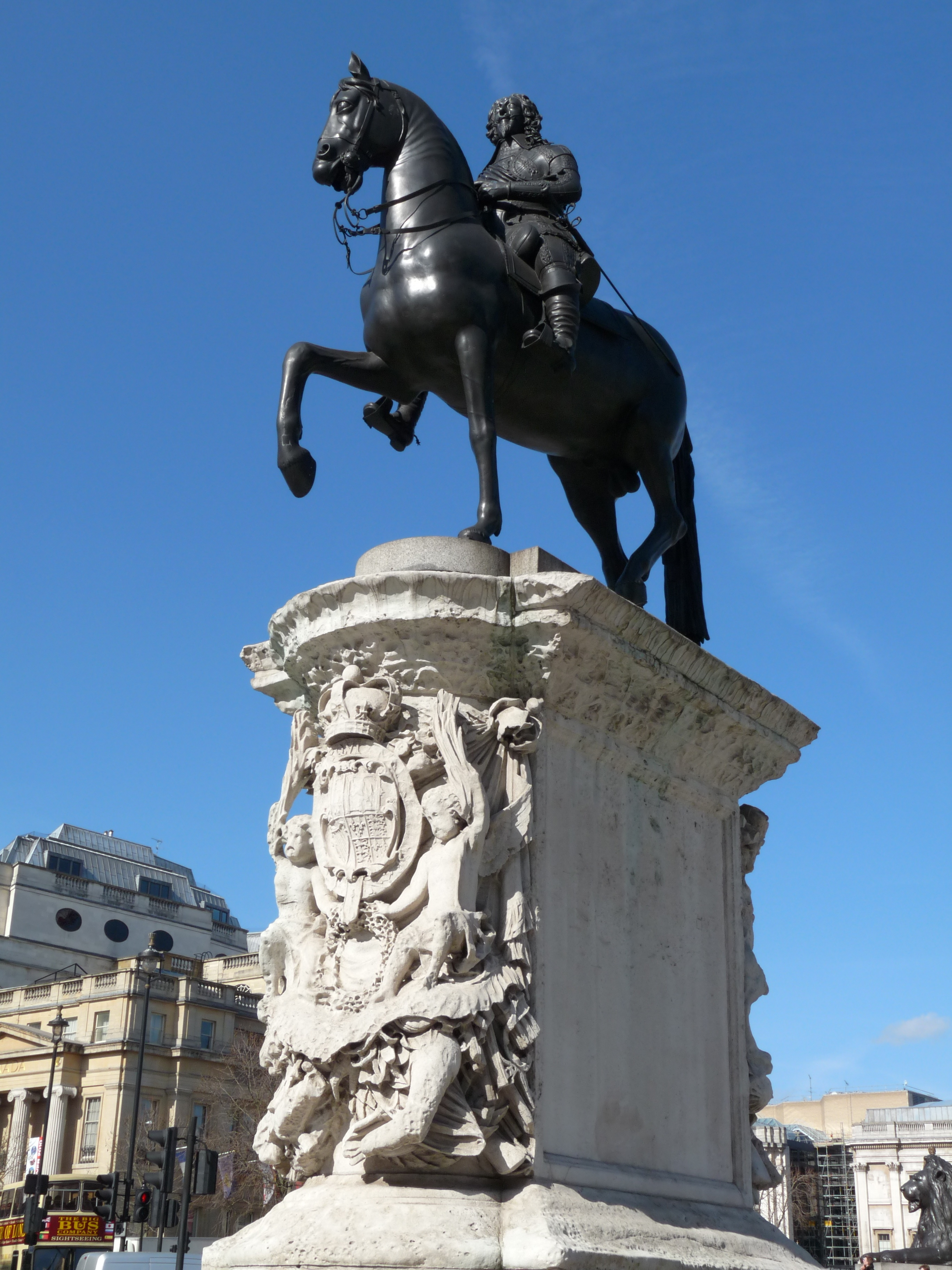
道路元標であるチャールズ1世騎馬像（ロンドン）